# نيكيتا دوتا
نيكيتا دوتا (بالهندية: निकिता दत्ता؛ بالإنجليزية: Nikita Dutta) هي ممثلة هندية، ولدت في 13 نوفمبر 1993 في دلهي في الهند.

## وصلات خارجية
- نيكيتا دوتا على موقع IMDb (الإنجليزية)
- نيكيتا دوتا على موقع قاعدة بيانات الفيلم (الإنجليزية)